# Zhang Xiaogang

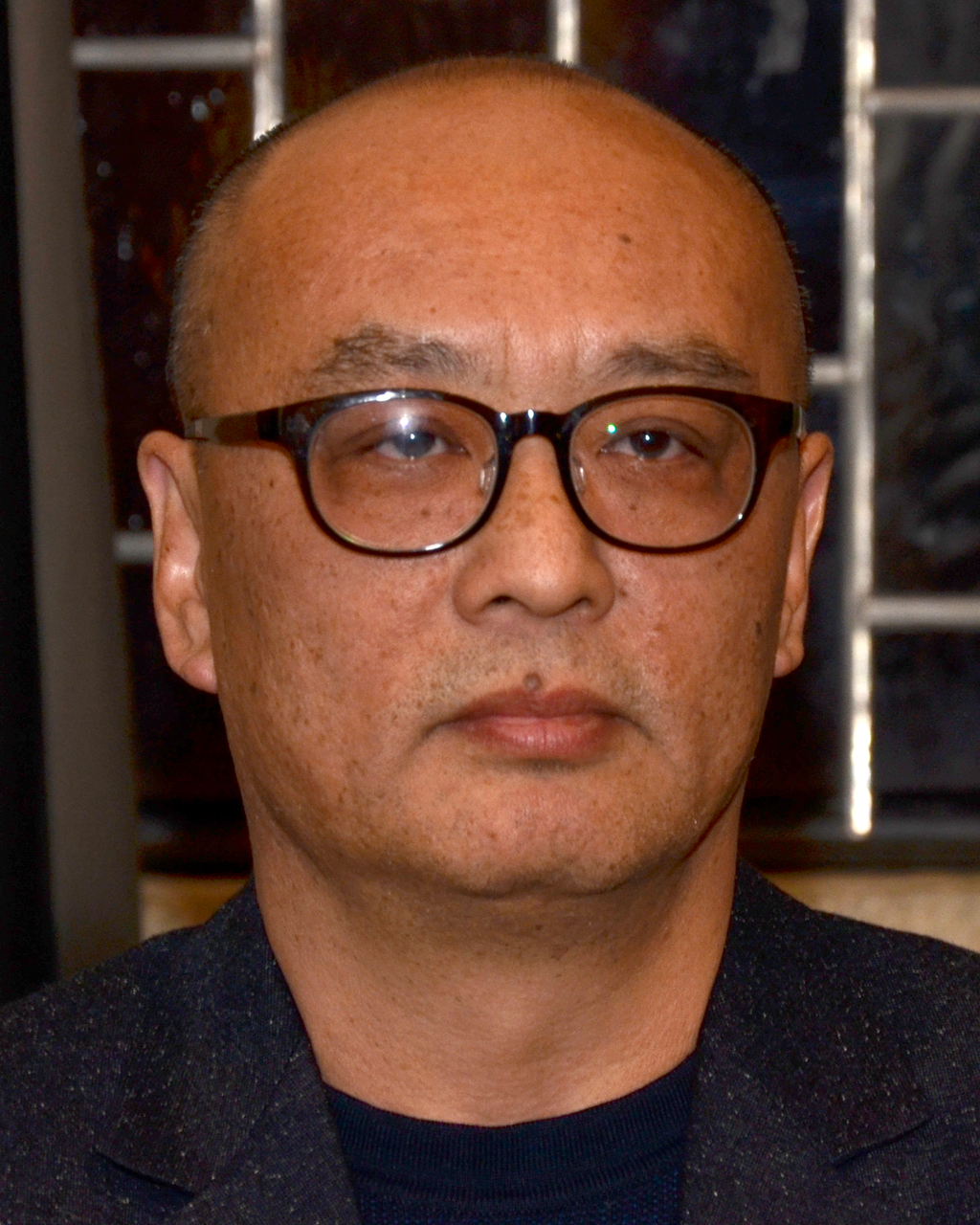
Zhang Xiaogang (2018)

Zhang Xiaogang (traditioneel Chinees: 張曉剛) (Kunming, 1958) is een Chinese kunstenaar, die bekendstaat om zijn monochromatische portretten van Chinese personen. Hij heeft zijn werk gebaseerd op familieportretten uit de tijd van de Culturele Revolutie. Het schilderij Bloodline Series: Comrade No 120 werd in maart 2006 voor 979.200 dollar geveild in geveild in New York. Xiaogang zette daarmee een record voor een hedendaagse Chinese kunstenaar. In de run op Chinese kunst die sindsdien is ontstaan, is dat bedrag door werk van hemzelf en andere Chinese kunstenaars vele malen overtroffen. Zhang Xiaogang zag in maart 2008 de prijs van zijn werk met een zesduizend toenemen, van $1000 naar $6m (1999-2008).

## Biografie
Zhang Xiaogang werd geboren in Kunming, in de Chinese provincie Yunnan. Hij groeide op in de roerige jaren 60 en 70, en maakte daardoor onder andere de Culturele Revolutie mee. Deze jeugd zou Xiaogang inspireren voor zijn latere kunstwerken. Over de Culturele Revolutie zei Zhang later in een interview: Voor mij is de Culturele Revolutie een psychisch fenomeen, geen historisch feit. Het houdt nauw verband met zijn jeugd, en volgens mij zijn er veel dingen die de psychologie van de Chinezen van nu aan de Chinezen van toen koppelen. 
De kunstenaar studeerde aan de Sichuan Academy of Fine Arts te Chongqing, tegelijk met onder andere He Duoling. Hij studeerde af in 1982, waarna hij zich bij een groep van jonge Chinese avant-garde-artiesten voegde. Xiaogang was geïntrigeerd door de kunst van onder andere Salvador Dalí en Picasso, en nam bepaalde invloeden van deze personen over.
Als Zhangs magnum opus wordt beschouwd de serie Bloodline: the Big Family. Deze serie bestaat uit enkele honderden portretten, die geschilderd zijn in een voor Zhang zeer typerende stijl. De personen op deze schilderijen zien er op het eerste gezicht zeer kalm uit, maar, aldus Xiaogang, daaronder zit een geweldige emotionele turbulentie. Opvallend aan deze werken zijn ook de spontane vlakjes, die letterlijk en/of figuren bepaalde details achter de zichtbare verschijning ontbloten. Zo is op het schilderij Bloodline: The Big Family No.2 een echtpaar met een kind, aangekleed, te zien, maar is het geslachtsdeel van het kind wel bloot. Op veel van Zhangs andere schilderijen heeft een klein deel van de linkerhelft van het hoofd een afwijkende kleur gekregen. Deze vlakken kunnen op verschillende manieren opgevat worden: ze geven de afgebeelde personen iets persoonlijks, en kunnen daardoor gezien worden als een stukje individualiteit in de conformiteit van de Chinese massa (speciaal tijdens het bewind van Mao Zedong). Ook kunnen ze beschouwd worden als een barst in een masker van perfectie.

## Exposities

### Solo-exposities
- 1989: Lost in the Dreams Gallery of the Sichuan Academy of Fine Arts, Chongqing, China
- 1997: Bloodline: The Big Family-1997 Gallery of the Central Academy of Fine Arts
- 1998: Bloodline: The Big Family-1998 Hanart Taibei Gallery, Taiwan
- 1999: Les Camarades Gallery De France, Parijs
- 2000: "Zhang Xiaogang 2000" Galerie van Max Potetch, New York
- 2004: Hong Kong Arts Center, Hongkong

### Groepsexposities
- 1989: China Avant-Garde National Art Gallery, Peking
- 1991: "I Don't Want to Play Cards with Cezanne" and Other Works: Selections from the Chinese "New Wave" and "Avant-Garde" Art of the Eighties Pacific Asia Museum, Pasadena (Californië)
- 1992: The Guangzhou Biennial: Oil Paintings from the 90s, Kanton, China
- Documents of China Contemporary Art Show Travelling exhibition in Peking, Kanton, Chongqing, Shenyang, Shanghai, Nanking
- 1993: China's New Art Post-1989, Hong Kong Art Center, Hongkong; Museum of Contemporary Art, Sydney, Australië; Marlborough Fine Art, Londen; Mao Goes pop Museum of Contemporary Art, Sydney, Australië; China's Experience Exhibition, Sichuan Art Gallery, Chengdu, China
- 1994: Chinese Contemporary Art at São Paulo 22nd International Biënnale van São Paulo, Brazilië
- 1995: 46th Biënnale van Venetië, China New Arts Vancouver Art Museum, Vancouver, Canada; Contemporary Chinese Art Exhibition, In the Absence of Ideology, Kampnagel Halle-K3, Hamburg, Duitsland
- 1996-1997: China! Zeitgenossische Malerei Bonn Art Museum, Bonn, Duitsland; Kuenstlerhaus, Wenen, Oostenrijk; Haus der Kulturen der Welt, Berlijn; Reckoning With the Past: Contemporary Chinese Paintings, Fruitmarket Gallery, Edinburgh, Verenigd Koninkrijk; The 2nd Asia Pacific Triennial of Contemporary Art Queensland Art Museum, Australië; 4 Points de Rencotre, China; 1996 Galerie de France, Parijs; Reality: Present and future International Art Palace, Peking; The First Academic Exhibition of Chinese Contemporary Art, China National Art Gallery, Peking en Hong kong Art Center, Hongkong
- 1998: Helsinki Art Museum, Helsinki, Finland.
- 2000: Kwangju Biennale 2000, Kwangju, Zuid-Korea; A Hundred Years of Chinese Oil Painting, China National Art Gallery, Peking
- 2001: Groeps-expositie, Artist Centre, Oslo, Noorwegen
- 2002: "Babel 2002" expositie, National Museum of Contemporary Art, Seoel, Zuid-Korea.
- 2007: "New Wave" in het Ullens Center for Contemporary Arts